# Антисции
Антисциите (на латински: Antistii), с фамилно име (nomen gentile) Антисций (Antistius), ж.р. Антисция (Antistia), също и Антесций (Antestius), са плебейска фамилия (gens) в Древен Рим.
Фамилията е позната, както по време на Републиката, така и в Империята. Първият носител на това име е Тиберий Антисций, който през 422 пр.н.е. е народен трибун.
По времето на император Август клонът на фамилията Antistii Veteres е приет в съсловието на патрициите.

## Мъже от рода Антисции
- Тиберий Антисций, народен трибун 422 пр.н.е.
- Авъл Антисций, народен трибун 420 пр.н.е.
- Луций Антисций, консулски военен трибун 379 пр.н.е.
- Марк Антисций, народен трибун 319 пр.н.е.
- Публий Антисций, 88 пр.н.е. народен трибун, баща на Антисция, първата съпруга на Помпей Велики
- Пацувий Антисций Лабеон, юрист, от убийците на Юлий Цезар
- Марк Антисций Лабеон, син на горния, юрист, († 10/11 г.)
- Луций Антисций Лабеон, от убийците на Цезар
- един лекър, който преглежда трупа на Цезар след убийството му
- Гай Антисций Вет (претор 70 пр.н.е.)
- Гай Антисций Вет, суфектконсул 30 пр.н.е., издигнат в патриций-съсловието 29 пр.н.е.
- Гай Антисций Вет (консул 6 пр.н.е.), баща на консулите от 23 г. и 28 г.
- Луций Антисций Вет (консул 28 г.)
- Гай Антисций Вет (консул 23 г.), баща на консулите от 46, 50 и 55 г.
- Камерин Антисций Вет, суфектконсул 46 г.
- Гай Антисций Вет (консул 50 г.)
- Луций Антисций Вет (консул 55 г.)
- Гай Антисций Вет (консул 96 г.), син на консула от 50 г.

## Жени от рода Антисции
- Антисция, съпруга на Апий Клавдий Пулхер, свекърва на Тиберий Гракх
- Антисция, първата съпруга на Помпей Велики
- Антисция Полита, дъщеря на Луций Антисций Вет (консул 55 г.)